# بيروالي (قيلاب)
بیروالي (بالفارسية: پیروالی) هي قرية تقع في قسم قيلاب الريفي، بمقاطعة أنديمشك التابعة لمحافظة خوزستان، إيران. يقدر عدد سكانها بـ 292 نسمة حسب الإحصاء السكاني الذي تمّ في عام 2006.